# Serghei Tarnovschi
Serghei Tarnovschi (født 24. juni 1997) er en moldovisk roer, der konkurrerer i kano.
Han repræsenterede Moldova under sommer-OL 2016 i Rio de Janeiro, hvor han tog bronze på C-1 1000 meter,, men blev suspenderet kort tid efter medaljeløbet for at have fejlet en dopingtest og mistet medaljen.
Under sommer-OL 2020 i Tokyo, som blev afholdt i 2021, vandt han bronze på C-1 1000 meter.